# 仙花寺
仙花寺也称香花寺，是一座位于云南省昆明市石林彝族自治县的佛教寺庙，位于石林县城西南小屯村旁的仙花山上。

## 生平
仙花寺建于清代，志书称香花寺，俗称仙花寺。原寺建有两层，第一层观音殿叫大院，第二层殿宇塑有玉皇大帝等。1958年大炼钢铁时铜像被毁，寺院在1967年破四旧时被毁，1988年当地佛教徒捐资重建，计有正房3间，耳房2间。现时有佛教徒前往敬佛烧香，农历二月初八举办庙会活动。